# 貝親

貝親股份有限公司，簡稱貝親股份和貝親（英語：Pigeon Corporation，東證1部：7956），在1957年，由已故創辦人仲田祐一，於神奈川茅崎市成立首家哺乳瓶製造商，前身為「貝親哺乳器本舗股份有限公司」，而市場上是最主要哺乳瓶在日本首屈一指。
其現時總部位於東京都中央区，董事長為大越 昭夫，首席執行官為山下 茂。
業務在全球（包括上海，上海以「貝親管理（上海）有限公司」經營）經營生產和銷售各類嬰兒產品，包括哺乳瓶、嬰兒食品等。
股份曾在1988年於JASDAQ（現時東京證券交易所轄下）上市，其後在1995年轉在東證2部上市，再在1997年轉在東證1部上市。

## 外部連結
- pigeon.co.jp
- pigeon.com （页面存档备份，存于）